# Flörsbach (Lohr)
Der Flörsbach ist ein fast 6 Kilometer langer Mittelgebirgsbach im hessischen Spessart und der rechte Quellbach der Lohr, der im Main-Kinzig-Kreis verläuft.

## Geographie

### Verlauf
Die Quelle des Flörsbaches liegt im gleichnamigen Ort Flörsbach, der zur Gemeinde Flörsbachtal gehört. Er entspringt neben einem kleinen See aus mehreren Quellen. 
Dann durchfließt er den Dorfweiher in der Ortsmitte. Nach etwa sechs Kilometern läuft der Flörsbach unterhalb des Flörsbachtaler Ortsteils Kempfenbrunn von rechts mit dem von Norden kommenden Lohrbach zusammen und schafft so die Lohr.

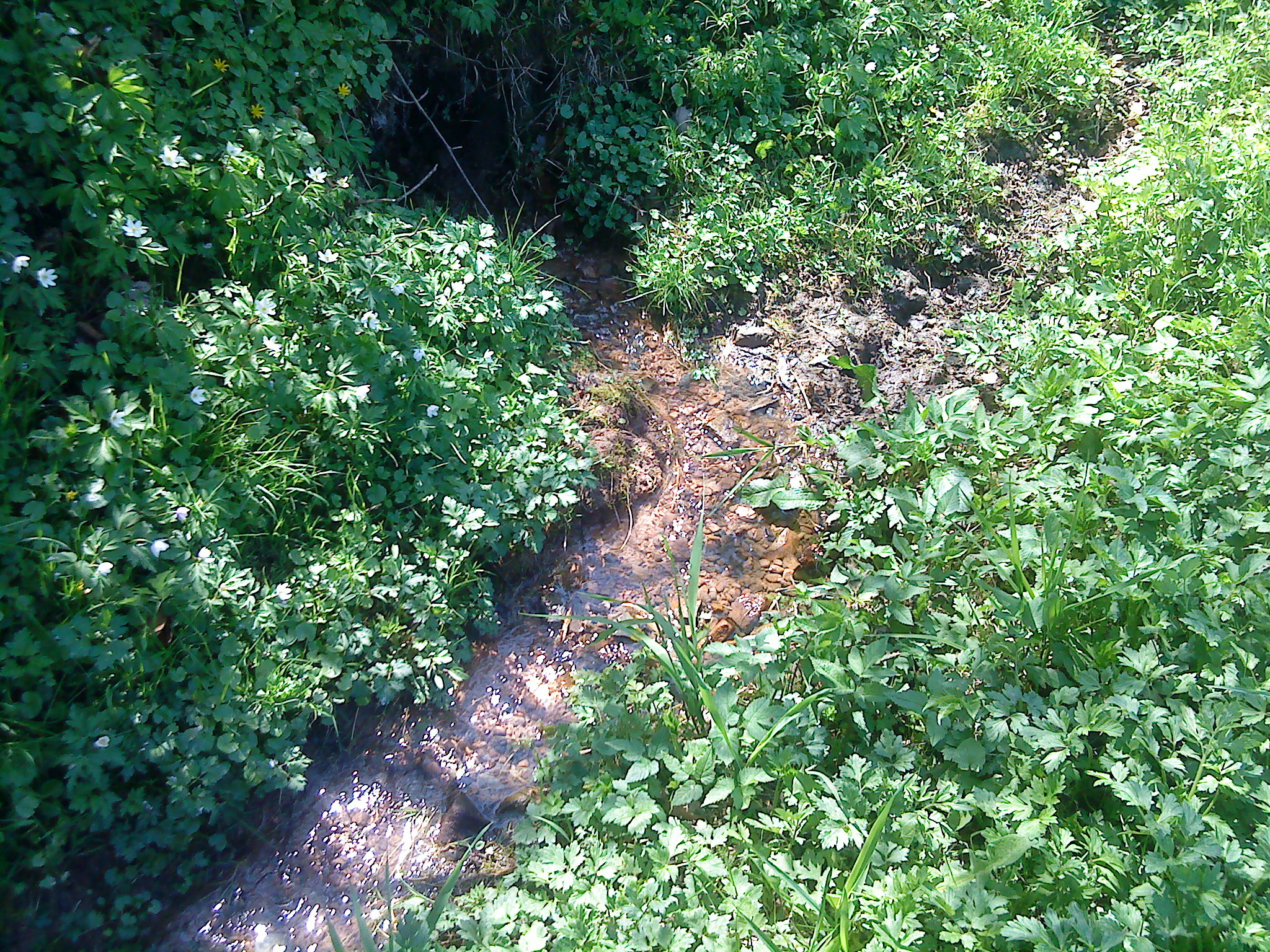
Die Hauptquelle des Flörsbaches
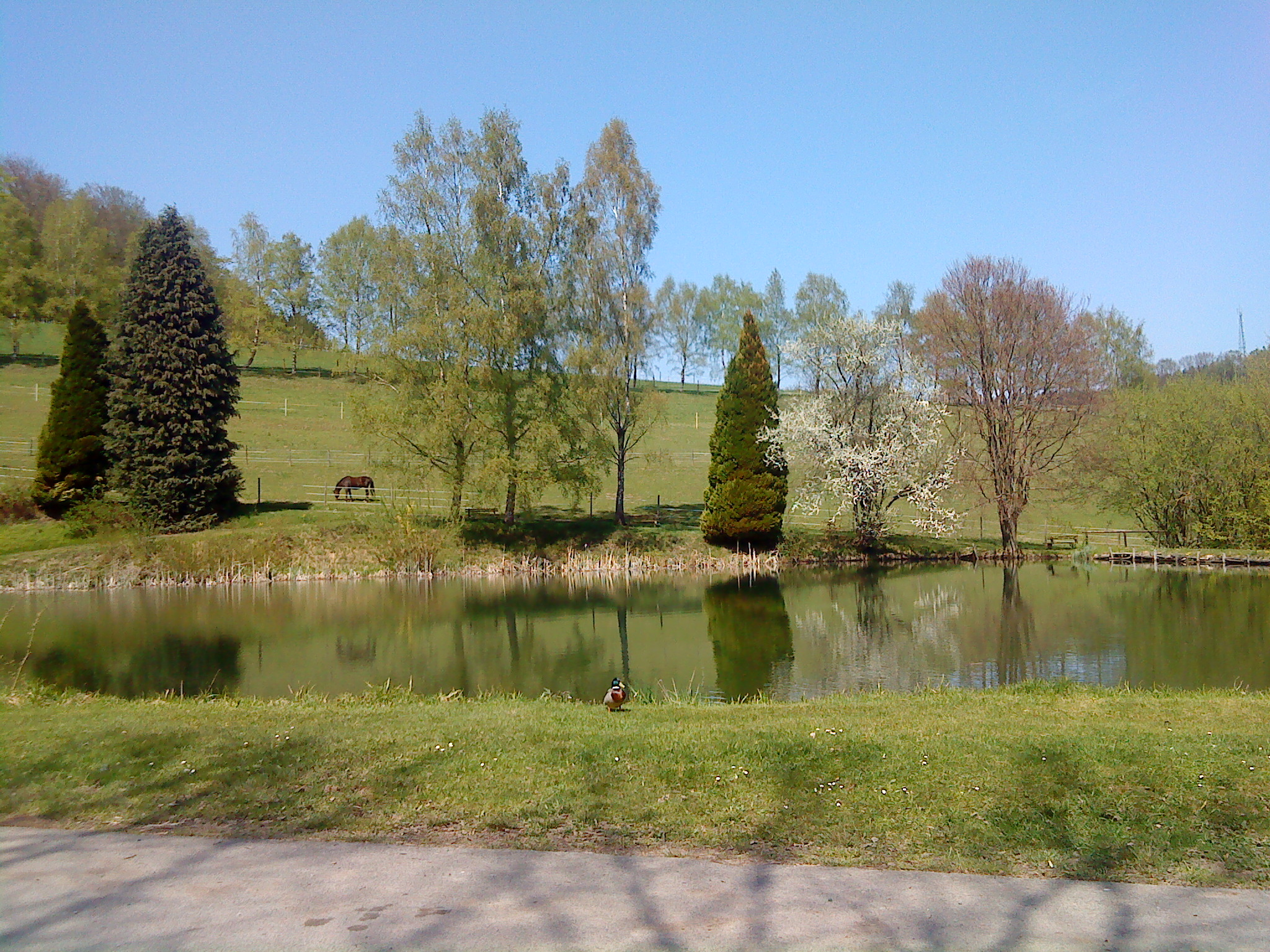
Weiher an der Flörsbachquelle
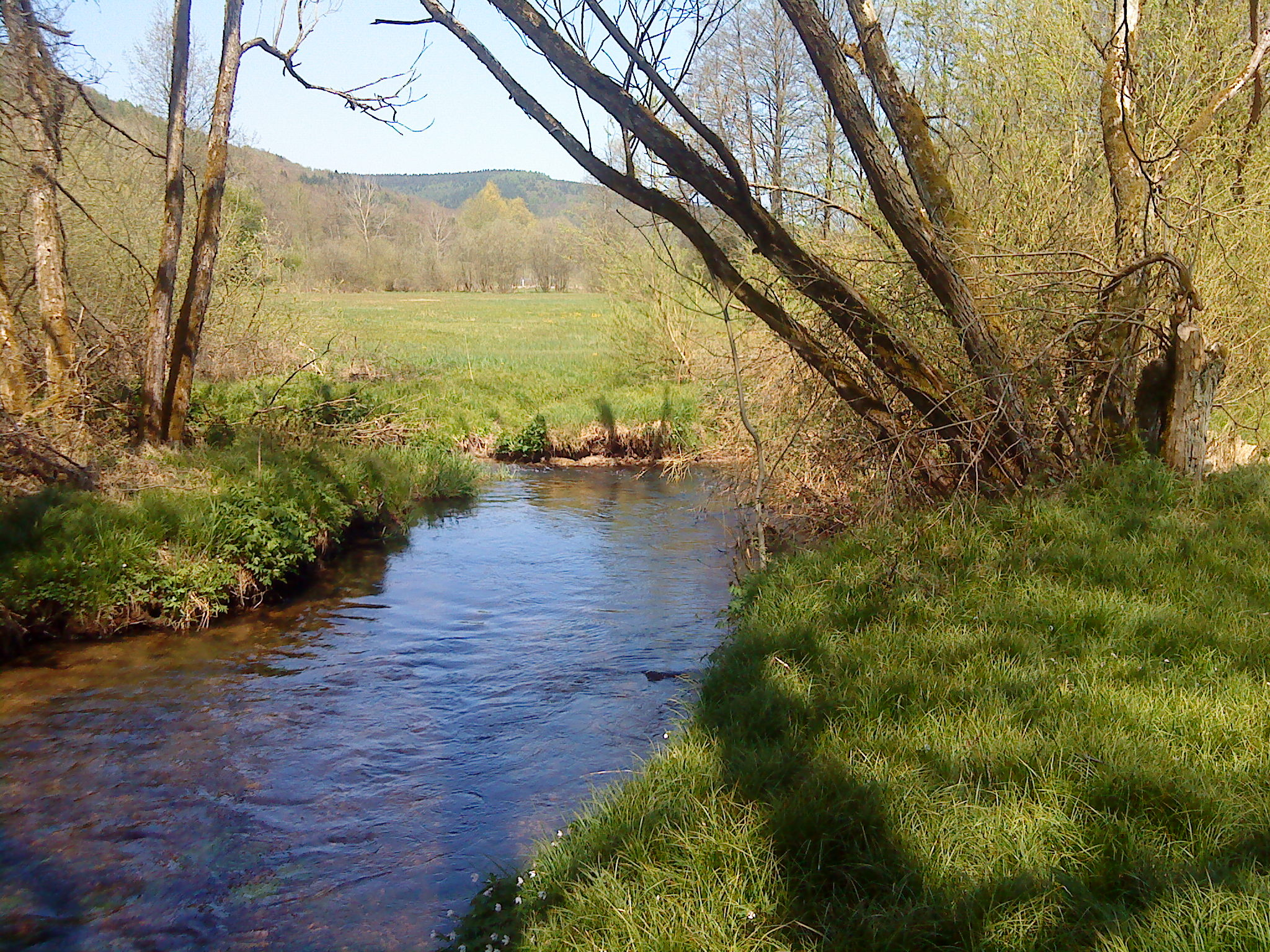
Zusammenfluss von Lohrbach (hinten rechts) und Flörsbach (hinten links) zur Lohr

### Flusssystem Lohr
- Fließgewässer im Flusssystem Lohr